# 薛瑄家庙及墓地
薛瑄家庙及墓地，位于山西省运城市万荣县里望乡平原村，是中华人民共和国全国重点文物保护单位之一。
1996年1月12日，公布为山西省文物保护单位，编号3-109。2013年5月公布为全国重点文物保护单位，是一座古墓葬。